# Kenji Kageyama
Kenji Kageyama (景山 健司 Kageyama Kenji?), född 2 april 1980 i Nagano prefektur, är en japansk före detta fotbollsspelare.
Kageyama började sin karriär 2003 i YKK (Kataller Toyama). Han spelade 181 ligamatcher för klubben. Han avslutade karriären 2009.